# Anouar Abdel-Malek
Anouar Abdel-Malek (El Cairo, 23 de octubre de 1924 - París, 15 de junio de 2012) fue un sociólogo marxista egipcio nacido en una familia relacionada con el movimiento de resurgimiento nacional en Egipto y en el mundo árabe. Licenciado en Filosofía por la Universidad de Ain Chams en 1954, se exilió en París en 1959.
Investigador del Centre National de la Recherche Scientifique, es conocido entre otros trabajos por su crítica del Orientalismo en 1963, mucho antes de la publicación del libro de Edward Said. 
Es colaborador de diversos medios de comunicación, especialmente de habla francesa, como Le Monde, o de su país, por ejemplo de Al-Ahram.

## Obras
- Egypte, société militaire, París, 1962
- L’orientalisme en crise, 1963
- Anthologie de la littérature arabe contemporaine, París, 1965
- Idéologie et renaissance nationale : l’Egypte moderne, París, 1969
- La pensée politique arabe contemporaine, París, 1970
- La dialectique sociale, París, 1972